# 长梗石柑
长梗石柑（学名：Pothos kerrii）为天南星科石柑属的植物。分布在老挝以及中国大陆的广西等地，生长于海拔300米至500米的地区，多生于山谷密林中，目前尚未由人工引种栽培。